# سمير مالكويت
سمير مالكويت (بالفرنسية: Samir Malcuit)‏ هو لاعب كرة قدم مغربي من مواليد 2 أكتوبر 1985 بمدينة مونتبليار في فرنسا، شغل مركز مهاجم في عدة أندية على غرار راسينغ كولومب الفرنسي، الرجاء الرياضي، المغرب الفاسي، ظقار العماني.

## روابط خارجية
- سمير مالكويت على موقع قاعدة بيانات كرة القدم.إي يو (الإنجليزية)
- سمير مالكويت على موقع Soccerway.com (الإنجليزية)
- سمير مالكويت على موقع كووورة